# Bocskai Rádió
A Bocskai Rádió egy clevelandi egyetem területéről annak támogatásával sugározza műsorát minden héten vasárnap délután 2 és 5 óra (Közép-Európai idő szerint, 20 és 23 óra) között, kizárólag magyar nyelven.

## Története
1984-ben a John Carroll Egyetemen Tóth András indította a rádiót, akkor még "Kossuth Rádió" néven. A sugárzás vasárnap délutánonként folyt főként népzene és magyar nóták töltötték ki a műsoridőt. Idővel híreket, közösségi tevékenységeket, beleértve a magyar cserkészek aktivitásait, vallási félórát is szerkesztettek a hallgatóságnak, így vált a rádió nemzetiségi rádióműsorrá.
A rádiót 1989-ben átnevezték Bocskai Rádióra a Clevelandben működő Bocskai Kör után. Bár az évek alatt a rádió munkatársai folyamatosan cserélődtek a megkezdett munkát mindig volt ki átvegye és továbbvigye, a clevelandi magyar közösség örömére.

## Identitás
A rádió elkötelezett, önkéntes munkatársai szerkesztői, élőműsorvezetői munkával és a műsorszórással lehetőséget látnak a clevelandi magyarság összefogására, tájékoztatására, magyarságöntudat fejlesztésére, anyanyelvének megőrzésére. Mindig friss hírekkel, változatos zeneszámokkal, és közkedvelt állandó rovatokkal mutatják be a gazdag magyar kultúrát, így hagyván nyomot az utókornak.

## Műsorok
- Vallási rovat: Katolikus, református, evangélikus, baptista és adventista adásokat sugároznak váltakozva, fél órás idő keretbe foglalva a helyi egyházak vezetőitől.
- Kalendárium: Fontos eseményekre, a világ és Magyarország nagyjaira emlékeznek.
- Szólások-Mondások: A magyar szólás-mondások eredetét, értelmét vizsgálja és az ezzel kapcsolatos érdekességekkel szórakoztatják a hallgatóságot.
- Cserkész rádió: Fiatal cserkészek segítik a rádió e műsorának az állandóságát, havi rendszerességgel számolnak be a clevelandi cserkészet és a Külföldi Magyar Cserkész Szövetség gazdag tevékenységéről. A világ magyar cserkészetének egyetlen állandó rádió adása. (A 2016-os Jubitáborban a Rákóczi Rádió név alatt számoltak be a táborban történtekről napi kétszer.)
- Hírek: Helyi vonatkozású magyar hírek, aktuális magyarországi hírek, elszakított területek hírei kapnak helyet ebben a műsorrészben.
- Hét verse: A magyar költészet kimeríthetetlen forrást kínál e rovat változatosságához, de nagy hangsúlyt fektetnek kortárs költők és helyi (clevelandi és amerikai) költők verseinek ismertetésére.
- Szívküldi: Az adást megelőző hét névnaposait és születésnaposait köszöntik magyar dalokkal, házassági évfordulók és más közösségi kívánságnak tesznek eleget.
- Életmód: Mindennapi élet dolgairól szól, úgymint egészség, táplálkozás, szokás, környezet, hobbi és sok más.
- Mit főzünk?: A magyar gasztronómia széles palettájáról válogatják össze a vasárnapi ebédhez ajánlott recepteket, ötleteket.
- Honismereti rejtvényjáték: Magyarország történelméből, történelmi alakjairól betelefonálós, feleletválasztós kvízjáték. A kvízeket a saját weboldalukon is meg lehet fejteni.
- Hirdetések: Magyar templomok, alapítványok és szervezetek közérdekű hirdetései és felhívásai kerülnek közlésre.
- Harangszó: Ezt a műsort 2002 és 2006 között szerkesztették.

## A hallgatók
A Bocskai Rádió immár a leghallgatottabb magyar rádió Cleveland környékén, de nem csak a város és agglomerációja hallgathatja és hallgatja, hanem a világhálónak köszönhetően már szerte a világon nyílik erre lehetősége bárkinek.

## Jövő
A Bocskai Rádió hatékonyan kívánja elősegíteni az amerikai-magyar közösségek közötti együttműködést és támogatni minden olyan igyekezetet, ami a magyarösszefogást erősíti és szolgálja. A Bocskai Rádió arra törekszik, hogy segítsen a környékbeli magyarságnak megőrizni a kulturális és közösségi értékeit, hagyományait. Célkitűzéseiket a megannyi (különböző) magyar szervezettel együttműködve; azok  mozgósításával, működésük hatékonyságának emelésével, és egyre aktívabb, szélesebb körű részvételével kívánja elérni. A Bocskai Rádió egy olyan hatékony közeggé szeretne idővel fejlődni, amelyen keresztül egyének, csoportok fel tudják venni a kapcsolatot egymással, fel tudják fedezni a kulturális örökségüket és megtalálják az ösztönzést az önkéntes munkavállalásra az egyetemes magyarság érdekében.

### A rádió célkitűzései
- A magyar nyelv kizárólagos használata, mint a rádióban, mint a bejátszott zenékben
- A magyar hagyományok ápolása, az igaz, magyar történelem megismertetése
- A magyar irodalom és művészet bemutatása, továbbadása a jövő nemzedéknek
- A clevelandi magyarság objektív tájékoztatása a helyi eseményekről
- A clevelandi magyar egyesületek közötti kapocs-híd szerepét szeretnék betölteni

## Munkatársak

### Inaktív tagok
| Tóth András   | Gulden Júlia     | Bócsay Klári | Osváth Judit            | Berta László †  | Berta Erika †      |
| Kálmán Elek † | Friedrich Irma † | Kádár Dániel | Kádár Ágnes †           | Záveczki Mária  | Szombathelyi Mária |
| Czár László   | Juhász Gabriella | Bognár Tibor | Bugnyár Zoltán          | Bábi Huanita    | Gergely Imelda     |
| Ország Éva    | Tálas Tünde      | Csibi Lóránd | Simon-Benedek Zsuzsanna | Hargitai István | Pethő Krisztina    |

### Aktív tagok
| Molnár Zsolt | Stróber László | Csajka Tamás | Veres Sándor | Dorgay Zsófia | Erdélyi Áron |
| Baki Tibor   | Gyermán Mónika |              |              |               |              |

## Földi sugárzás
- Cleveland vételkörzet: 88.7 MHz FM

## Internetes elérhetőség
A Bocskai Rádió adása élőben hallgatható a www.bocskairadio.org honlapon.